# Tranås
Tranås ( PRONÚNCIA) é uma cidade sueca no norte da província histórica da Småland.
Está situada na proximidade do lago Sommen, a 37 km a sul da cidade de Mjölby.
Tem 14 845 habitantes (2018), e é sede do município de Tranås, pertencente ao condado de Jönköping.

## Arquitetura urbana
A rua principal de Tranås chama-se Storgatan, apelidada de Campos Elíseos da Småland (Smålands Champs-Elysées).
É uma das ruas mais largas da Suécia, com os seus 38 m de largura e 2 km de extensão.
A razão de ser desta monumentalidade é a intenção, no séc. XIX, de evitar a propagação de incêndios.

## Etimologia e uso
O nome geográfico Tranås contém as palavras  trana (grou) e ås (crista de colina ou montanha).
O local da atual cidade é mencionado como propriedade agrícola (gård) de  "Tranuaas", em 1345, no século XIV.

## Comunicações
Na proximidade de Tranås, passam a estrada nacional 32 e a ferrovia Linha do Sul.
- Estrada nacional 32 - rodovia ligando Mjölby a Vetlanda.
- Linha do Sul - via férrea ligando Malmö a Estocolmo.

## Economia
A economia de Tranås está tradicionalmente dominada pela produção de móveis, e hoje em dia ainda pela produção de artigos de plástico.

## Desporto
- Tranås FF (futebol)
- Tranås basket (basquetebol)